# بنماقطة
بنماقطة أو الجلال قرية تونسية تقع في ولاية القصرين، وهي تبعد 6 كم عن حيدرة وعن تالة.

## بها العائلات التالية
البداي- السعداوي- السعدي- المسعودي - المعيوفي.
بدأ نزوح عائلاتها إلى معتمدية حيدرة بعد خروج فطيمة منها ثم الهادي السعدي نحو حيدرة من ولاية القصرين.
المعلوم رغم قدم القرية إلا أن أصل أهلها من المدن ودول الجوار كالجزائر وليبيا وللتأكيد فإن عائلة البداي تنحدر من أصل ليبي ولنرى شجرة العائلة العريقة للتاجر المعروف صالح البداي نجده يعود لأصل العجاجنية من زاوية ليبيا وهي عائلة تسكن في زاوية ليبيا تقع بين بنقردان (تونس) وطرابلس (ليبيا)و هذا الاسم الكامل :
صالح بن البداي بن علي بن المكي بن محمد بن عبد الجبار بن قريد يعود أصله كما أسلفنا الذكر للعجاجنية من زاوية ليبيا

## الهادي السعدي
الهادي بن علي المكي السعدي هو الأب الروحي لأبناء بنماقطة
كان جزءا كبيرا من راتبه يوزع على الفقراء له من الأبناء محمد الصالح الفرشيشي والعربي ومكي ويوسف السعدي 
ويروى عنه غيرته الشديدة على أهله وعلى أهل بنماقطة صغيرهم وكبيرهم وكان سريع التأثر لإصابة أي أحدهم إلى حد البكاء وخاصة أقاربه: هذا هو الهادي السعدي كان رجلا فاضلا وحكيما في تصرفاته...كل من عاشره أحبه...
وحينما انتقل بسكناه إلى حيدرة...تأسف كثيرا وشوهد التأثر عليه فتُوفي ودفن بحيدرة.

## بقي
بقي من أبنائها الاوفياء : عزالدين أبن أخ صالح بن البداي سعداوي.
من أبرز أبنائها الجامعي عبد القادر بن صالح بن البداي بن علي المكي سعداوي والسيد صادق بن صالح سعدي القابض ببريد جبل الجلود تونس

## شجرة عائلة البداي
لنبدأ بعائلة التاجر صالح بن بداي وله من الأبناءعشرة :
خمس ذكور وثلاث إناث وقد توفيت بنتان.
ونبدأ بكبيرهم إلى أصغرهم :
1- صادق بن صالح سعدي القابض ببريد جبل الجلود تونس والمتزوج من فتحية بنت شريف سعدي وهو معروف جيدا بمدينة جريصة -الكاف ولهما من الأبناء أربع وأذكر من أبنائهما الطالب النجيب حسام والذي يواصل دراسته الجامعية بباجة كذلك أسمى - أماني ومنال 
2- زهوة بنت صالح سعدي المسؤولة بشركة سوجيمو جبل الجلود تونس والمتزوجة بالسيد العربي التوزري ولهما اثنان من الأبناء وأذكر منها التلميذ النجيب شوقي وكذلك انتصار. 
3- محمد ميزوني بن صالح سعداوي المسؤول بشرطة المرور بتونس العاصمة والمعروف بخدماته الإنسانية والمتزوج من هدى فرحات أصيلة شنني قابس ولهما من الأبناء ثلاث : نضال - سوار وتسنيم.
4- عبد القادر بن صالح سعداوي الجامعي والذي يشتغل بالمملكة العربية السعودية والمتزوج بسعيدة بنمسعود ولهما من الأبناء اثنين خالد وياسين.
5- أحمد بن صالح سعداوي المتزوج في صائفة 2008 وله الابن يوسف.
6- زهرة بنت صالح سعداوي المتزوجة في صائفة 2008 من السيد محمد علي وهو يشتغل بفرنسا. 
7- طاهر بن صالح سعداوي والذي يحاول صالح بن بداي تزويجه من بنماقطة وهو يأبى متسببا بتكوين نفسه بعد أن اشترى أرضا برادس الشاطئ.
8- ليلى بنت صالح سعدي المتزوجة من السيد الطيب حسان في صائفة 2007 ولها التلميذ المستقبلي طه حسان.
علما أن صالح بن بداي قد تزوج بزعرة مسعودي وأنجبت له بنتا لكنها توفيت.
وخطب منانة معيوفي لكن أمه حفصية تنهدت يوما فلما سألها أخبرته أنها لا تريدها فاستجاب لها فورا وكانت مباركة بنت الأخضر قنزوعي تركب الحمار في حيدرة حينما كان صالح بن بداي تاجرا بها فسأل أمه عنها فقالت حفصية دون تردد : تزوجها فإنها سعداوية. وهكذا تزوجها وبعد سنة طلقها ليكتشف أن المدعو الجمعي القنزوعي يريد خطبتها، أسرع صالح بن بداي وأولم ليعيدها وقابل الجمعي ليدعوه للعشاء فقال عرفت علاش أعادوها له.
أما العائلة الثانية فهي :
عائلة العيد بن بداي ومن أبنائه الحبيب بن العيد السعدي وكذلك محمود والشاذلي ولطفي.
أما العائلة الثالثة فهي :
عائلة محمد بن البداي ومن أبنائه النوري وناجي شهر العوشاري وعزالدين
أما العائلة الرابعة فهي :
عائلة بوشدادة بن البداي ومن أبنائه لامين ومعز شهر الكاهي.
علما أن بوشدادة قد تزوج بزعرة بنت خذيري المعيوفي وأنجبت له بنتين منية وهندة.

## تاريخ صالح بن البداي
صالح بن البداي بن علي بن المكي بن محمد بن عبد الجبار بن قريد يعود أصله كما أسلفنا الذكر للعجاجنية من زاوية ليبيا وهو مناظل كبير ضد الاستعمار الفرنسي.
كان صالح بن بداي تاجر بين بنماقطة – حيدرة - القلعة الجرداء قديما القلعة الخصباء حاليا – تونس – مناطق تجارية بالجزائر كتبسة وعين البيضاء والكويف وغيرها.
كان يساعد المجاهدين بالمال والأكل وكان يوصل لهم الأسلحة وقد قبض عليه وكاد يحكم عليه بالإعدام ونجا بأعجوبة. 
أطلق عليه ألبناني وهو تونسي يتعاون مع الفرنسيين النار على رئسه ومن ألطاف الله قد أخطأته الرصاصة بملليمترات قليلة حتى أن شعره قد حرق وله شهود كالبداي أو الشافعي أخوه من ألأب.
وحينما إستقلت الجزائر، عرض الدراجي المسؤول عن الثوار بتبسة الجزائرية على المناظل صالح بن البداي سعدي الانضمام إلى الجيش الوطني الجزائري برتبة ملازم غير أنه إعتذر نظرا لمسؤولياته في التجارة ( لديه مقهى ومحل تجارة كان يتستخدمهما كمخازن للاسلحة والذخيرة للثوار) والفلاحة حيث يمتلك أكثر من 200 رأس غنم والابقار والخيل والاحمرة وبغلين يستخدمهما لنقل المصابين من الثوار وكان بيته في بنماقطة أرض الفلاحة بمثابة محل تمريض وإقامة للثوار الجزائريين المصابين لقضاء فترة النقاهة والالتحاق بالثوار في الحدود التونسية الجزائرية. وتؤكد زوجته مباركة بنت الأخضر السعداوي القنزوعي انها كانت تطهي الاكل وتعد القهوة للثوار وفيهم من أقام أكثر من شهر وهو مصاب بسلاح المستعمر الفرنسي. وكانت إقامتهم سرية عن الجميع.
اشتغل بمينة في الحدود الجزائرية ثم بمينة القلعة الخصباء وله قصص بطولية كثيرة.
ثم التحق بتونس بعد أن ترك خيرا كثيرا لإخوته واشتغل بمعمل الخمر وتركه خوفا من الآخرة فاستجاب له الله بأن دخل إلى ميناء رادس حتى أن أحدهم قال هذا الفرشيشي الساكت يا ويحكم منه.
وفعلا بعد فترة وجيزة صار مديرا لحراس البواخر بميناء رادس وتونس وحلق الوادي.

## صالح بن البدايوالاستعمار الفرنسي
تاريخ حافل بالبطولات فيكفيه فخرا أنه من ألامثلة التي قام بها أنه تسلل لبوابه الديوانة الفرنسية وفتحها ليدخل المجاهدين وغيرها من القصص كل واحدة تؤدي به إلى رصاص الإعدام. وقل لن يصيبنا الا ما كتب الله لنا.
أكيد أنه كما للجنوب وقفصة الدغباجي والجربوعي فإن  للقصرين وللفراشيش : صالح بن البداي.
‌